# Фехтування на літніх Олімпійських іграх 1952
Олімпійський турнір з фехтування 1952 року пройшов у рамках XV Олімпійських ігор у Гельсінкі, Фінляндія, з 21 липня по 1 серпня 1952 року.

## Медальний залік
| Місце | Країна          | Золото | Срібло | Бронза | Загалом |
| ----- | --------------- | ------ | ------ | ------ | ------- |
| 1     | Італія (ITA)    | 3      | 4      | 1      | 8       |
| 2     | Угорщина (HUN)  | 2      | 2      | 2      | 6       |
| 3     | Франція (FRA)   | 2      | 0      | 1      | 3       |
| 4     | Швеція (SWE)    | 0      | 1      | 0      | 1       |
| 5     | Швейцарія (SUI) | 0      | 0      | 2      | 2       |
| 6     | Данія (DEN)     | 0      | 0      | 1      | 1       |

## Медалісти
Чоловіки
| Змагання                  | Золото | Срібло | Бронза                                                                                                   |
| ------------------------- | --- | --- | --- |
| Шпага, особиста першість  | Едоардо Манджаротті · Італія (ITA)                                                                                         | Даріо Манджаротті · Італія (ITA)                                                                                         | Освальд Заппеллі · Швейцарія (SUI)                                                                       |
| Шпага, командна першість  | Італія · Роберто Батталья · Карло Павезі · Франко Бартінетті · Джузеппе Дельфіно · Даріо Манджаротті · Едоардо Манджаротті | Швеція · Бернд-Отто Рехбіндер · Бенгт Юнгквіст · Пер Карлесон · Карл Форсселл · Свен Фальман · Леннарт Магнуссон         | Швейцарія · Отто Руфенахт · Пол Мейстер · Освальд Заппеллі · Пол Барт · Віллі Фіттінг · Маріо Валота     |
| Рапіра, особиста першість | Крістіан д'Оріола · Франція (FRA)                                                                                          | Едоардо Манджаротті · Італія (ITA)                                                                                       | Манліо Ді Роза · Італія (ITA)                                                                            |
| Рапіра, командна першість | Франція · Крістіан д'Оріола · Жак Латаст · Жеан Бюан · Клод Неттер · Жак Ноель · Адріен Роммель                            | Італія · Джанкарло Бергаміні · Антоніо Спалліно · Манліо Ді Роза · Джорджо Пелліні · Едоардо Манджаротті · Ренцо Ностіні | Угорщина · Ендре Палоц · Тібор Берчеллі · Ендре Тіллі · Аладар Геревич · Йожеф Шаковіч · Лайош Маслаі    |
| Шабля, особиста першість  | Пал Ковач · Угорщина (HUN)                                                                                                 | Аладар Геревич · Угорщина (HUN)                                                                                          | Тібор Берчеллі · Угорщина (HUN)                                                                          |
| Шабля, командна першість  | Угорщина · Берталан Папп · Ласло Райчаньї · Рудольф Карпаті · Тібор Берчеллі · Аладар Геревич · Пал Ковач                  | Італія · Джорджо Пелліні · Вінченцо Пінтон · Ренцо Ностіні · Мауро Ракка · Гастоне Даре · РОберто Феррарі                | Франція · Мауріс Пійо · Жак Лефевр · Бернард Морель · Жан Ларойєнн · Жан-Франсуа Турнон · Жан Левавассер |

Жінки
| Змагання                  | Золото                      | Срібло                      | Бронза                      |
| ------------------------- | --------------------------- | --------------------------- | --------------------------- |
| Рапіра, особиста першість | Ірене Камбер · Італія (ITA) | Ілона Елек · Угорщина (HUN) | Карен Лахманн · Данія (DEN) |